# Ternay (Rhône)
Ternay település Franciaországban, Rhône megyében. Lakosainak száma 5582 fő (2022. január 1.). Ternay Grigny-sur-Rhône, Sérézin-du-Rhône, Chasse-sur-Rhône, Givors és Communay községekkel határos.

## Népesség
A település népessége az elmúlt években az alábbi módon változott:
| Lakosok száma | 5382 | 5430 | 5499 | 5514 | 5514 | 5512 | 5511 | 5503 | 5582 |
|               | 2013 | 2015 | 2016 | 2017 | 2018 | 2019 | 2020 | 2021 | 2022 |